# Sophie-Dorothée de Hanovre
Titre
Reine consort de Prusse, électrice consort de Brandebourg et princesse consort de Neuchâtel
25 février 1713 – 31 mai 1740
(27 ans, 3 mois et 6 jours)
Sophie-Dorothée de Hanovre (née le 16 mars 1687 dans le Calenberg et morte le 28 juin 1757 au château de Monbijou) est reine consort de Prusse entre 1713 et 1740 et reine-mère de Prusse de 1740 à 1757.

## Biographie
Fille de Georges Ier, électeur de Hanovre (puis roi de Grande-Bretagne et d'Irlande en 1714), elle devient en 1706 la femme de Frédéric-Guillaume Ier de Prusse.
Les époux, cousins germains, se connaissent depuis l'enfance et ne s'apprécient guère mais les mariages entre cousins, gage de stabilité politique, sont fréquents dans les monarchies de l'époque et cette union a été désirée de longue date par leur grand-mère, Sophie de Palatinat, électrice de Hanovre, la fameuse tante de « Madame », belle-sœur du roi de France, Louis XIV.
L'époux, devenu roi en 1713, reproche à sa femme son goût pour les lettres, les arts et les divertissements ; l'épouse méprise un mari inculte, uniquement intéressé par les plaisirs de la chasse, qui a banni de sa cour musiciens et comédiens, interdit toute manifestation culturelle et consacre l'essentiel des ressources de son État à son armée. Sophie-Dorothée et ses enfants vivent sous la dictature domestique de leur mari et père qui ne craint pas de se montrer violent notamment envers leur fils aîné. Il est possible que le roi ait été atteint de porphyrie.
Le roi reproche aussi à sa femme de capter la tendresse de leurs enfants et lui interdit de les recevoir hors de sa présence. Ordre qui est évidemment contourné, les enfants étant très proches de leur mère ; et c'est dans les appartements de la reine que leur fils, alors prince héritier, conçoit son projet de fuite.
Le roi meurt en 1740 peu avant l'empereur dont il s'est toujours montré un allié loyal. Le prince héritier, devenu Frédéric II de Prusse, à peine monté sur le trône, profite de l'armée héritée de la politique paternelle, pour envahir sans sommation - après un chantage cynique - les états de l'empereur défunt et arracher à sa fille et successeur, la riche province de Silésie et se faire proclamer roi « de » Prusse.
Sophie-Dorothée, devenue reine-mère, se retire au château de Monbijou, qui est sa résidence d'été depuis 1712 et que le roi son fils fait agrandir en 1742. La reine-mère y mourut en 1757.

## Descendance
Le couple a quatorze enfants, dont quatre meurent en bas âge :
- Frédéric (1707-1708) ;
- Wilhelmine (1709-1758), épouse en 1731 le margrave Frédéric de Brandebourg-Bayreuth ;
- Frédéric-Guillaume (1710-1711) ;
- Frédéric (1712-1786), roi de Prusse  ;
- Charlotte-Albertine (1713-1714) ;
- Frédérique-Louise (1714-1784), épouse en 1729 le margrave Charles-Guillaume-Frédéric de Brandebourg-Ansbach ;
- Philippine-Charlotte (1716-1801), épouse en 1733 le duc Charles Ier de Brunswick-Wolfenbüttel ;
- Louis Charles (1717-1719) ;
- Sophie-Dorothée (1719-1765), épouse en 1734 le margrave Frédéric-Guillaume de Brandebourg-Schwedt ;
- Louise-Ulrique (1720-1782), épouse en 1744 le prince héritier puis roi Adolphe-Frédéric de Suède ;
- Auguste-Guillaume (1722-1758), père du roi Frédéric-Guillaume II de Prusse ;
- Anne-Amélie (1723-1787), abbesse séculière de l'abbaye de Quedlinbourg ;
- Frédéric-Henri (1726-1802), général et diplomate ;
- Auguste (1730-1813), officier de l'armée prussienne.